# Tine Bergen
Tine Bergen (* 1981 in Löwen) ist eine belgische Kinder- und Jugendbuchautorin.
Bergen studierte Philologie und Anthropologie. 2006 erschien ihr Debütroman Verwachtingen. Ihr Roman Zilt aus dem Jahr 2007 erschien auch in deutscher Sprache.

## Werke
- 2006: Verwachtingen
- 2007: Zilt – of hoe Anna Belle werd (dt. Titel: Salzige Küsse. Das Geheimnis eines Sommers. Coppenrath, Münster 2009.)
- 2008: Gaijin
- 2010: Spijt